# Emilio Largo
Emilio Largo é um personagem fictício criado por Ian Fleming para o livro Thunderball, da série de James Bond. Largo é o grande vilão e antagonista de 007 na história. Levado ao cinema, foi interpretado pelo ator italiano Adolfo Celi.

## Características
Largo é o agente número 2 da SPECTRE, a maior organização terrorista do mundo. Apesar de charmoso e polido, é um assassino frio, que leva uma vida de luxo, cercado de assistentes e guarda-costas, a bordo de seu iate "Disco Volante" e em sua casa e porto Palmyra. O personagem tem grande presença na tela com seus cabelos brancos, a pele bronzeada e o tapa-olho de pirata.
Largo não tem qualquer escrúpulo em matar ou mandar matar qualquer um que cometa uma falha em sua organização e chega a jogar um de seus capangas numa piscina de tubarões quando ele falha na missão de matar Bond. Sua amante e protegida, Domino, tem todos os seus passos vigiados, apesar dele não demonstrar grande afetividade por ela. Ironicamente, acaba morto por ela, por vingança, depois de ser descoberto como mandante da morte de seu irmão.

## No filme
Em 007 contra a Chantagem Atômica, o filme de 1965, Largo é o milionário terrorista que chantageia a Humanidade ao comandar o sequestro e desaparecimento de um avião bombardeiro Vulcan, da RAF, carregado com duas bombas nucleares. Com isso a SPECTRE pretende um resgate das potências ocidentais de 100 milhões de libras ou as explodirá nos Estados Unidos e na Grã-Bretanha.
Comandando uma legião de assassinos e capangas de seu luxuoso iate e de sua mansão, baseados em Nassau, nas Bahamas, Largo é perseguido por Bond, que escapa das várias tentativas do vilão de matá-lo.
Depois de ver seus principais capangas mortos por 007 e de ser traído por sua amante Domino Derval, quando Bond a informa que Largo matou seu irmão - o piloto original do Vulcan, trocado por um sósia - Largo e seus mergulhadores se envolvem numa batalha submarina contra homens-rãs da Marinha dos Estados Unidos, chamados a Nassau por Bond e pela CIA para recuperar os artefatos nucleares descobertos. Derrotado na batalha submarina, Largo tenta fugir em seu iate, levando Bond consigo. Quando está em vias de matá-lo na cabine de comando, é morto por Domino com um tiro de arpão nas costas.

## Refilmagem
O perfil vilanesco de Emilio Largo tem sido usado em vários filmes do estilo desde o lançamento de Thunderball, e chegou a ser parodiado na série de filmes Austin Powers. Em 1983, o personagem foi novamente levado ao cinema, desta vez com  o nome de 'Maximiliano Largo', no filme 007 - Nunca Mais Outra Vez, uma produção independente com Sean Connery voltando ao papel de James Bond doze anos depois, e o personagem foi interpretado pelo ator alemão Klaus Maria Brandauer.
A história desta refilmagem tem passagens diferentes do primeiro filme e do livro, com o aparecimento nela do grande vilão, nêmesis de Bond e chefe da SPECTRE Ernst Stavro Blofeld (Max von Sydow) e no final dele Largo é morto sob o mar por Domino, e não a bordo de seu iate, como no livro e diferente do filme original.